# Pink (artist)
Alecia Beth Moore, känd under artistnamnet Pink (ofta skrivet P!nk), född 8 september 1979 i Doylestown, Pennsylvania, är en amerikansk sångerska och låtskrivare.
År 2000 släpptes Pinks första singel "There You Go", vilken senare gavs ut på hennes debutalbum Can't Take Me Home via LaFace Records och blev en kommersiell framgång. Hennes andra album M!ssundaztood släpptes 2001 och blev en stor internationell succé. Pink släppte sitt tredje album Try This i november 2003, som trots mindre kommersiell framgång jämfört med föregående album sålde cirka tre miljoner exemplar och belönade henne med en Grammy Award i kategorin Best Female Rock Vocal Performance för singeln "Trouble". Hennes fjärde album I'm Not Dead släpptes i april 2006 och från albumet släpptes flera hitsinglar, däribland "Stupid Girls", "U + Ur Hand" och "Who Knew". De båda sistnämnda toppade poplistorna. Hennes femte album, Funhouse, släpptes oktober 2008 och hennes första singel "So What" hamnade på plats ett på Billboard Hot 100-listan. I november 2010 släppte Pink sitt första samlingsalbum Greatest Hits... So Far!!!.
Pink nådde första plats på Billboards Decade End Chart, som berör de mest spelade artisterna på radio samt de artister som sålt flest exemplar av sina album och singlar. Hon har också kvalat in med tio topp 10-låtar på Billboard Hot 100-listan, varav åtta som soloartist. Pink har vunnit två Grammy Awards, fem MTV Video Music Awards och två Brit Awards. The People's Chart meddelade via BBC Radio 1 att Pink är den elfte mest spelade artisten på brittisk radio under 2000-talet. Hittills har Pink sålt över 30 miljoner album världen över. Tidskriften Forbes utnämnde Pink till den 27:e mäktigaste kändisen i världen då hon tjänade 44 000 000 amerikanska dollar mellan juni 2009 och juni 2010.

## Uppväxt
Pink är dotter till James Moore Jr, veteransoldat från Vietnamkriget, och sjuksköterskan Judith Moore, född Kugel, och hon har en bror, Jason Moore (född 1977). Hennes far är katolik och hennes mor judisk. Pink har europeiska rötter; moderns förfäder emigrerade till USA från Irland, Tyskland och Litauen. Moore växte upp i Doylestown, där hon gick på Kutz Elementary School, Lenape Middle School och Central Bucks West High School.
Hon utvecklade sin röst tidigt i livet. Även om hon var ett friskt barn vid födseln, utvecklade hon senare en form av astma, som plågade henne genom hennes första år. Pink har i intervjuer berättat att hennes far ofta sjöng och spelade gitarr för henne och att hon hade tidiga drömmar om att bli rockstjärna. I gymnasiet kom hon i kontakt med i sitt första band, Middleground. Som tonåring skrev hon texter som ett utlopp för sina känslor - "Hennes första texter var alltid mycket introspektiva. En del av det var mycket mörkt och mycket djupt, nästan oroande" är moderns kommentarer till låtskrivandet vid den här tiden. Moore började uppträda på klubbar i Philadelphia när hon var 14 år gammal. Vid 16 års ålder bildade hon R&B-gruppen Choice tillsammans med två andra jämnåriga vänner. De skaffade ett kontrakt med L.A. Reid och arbetade då med olika producenter i två år, men något album gavs aldrig ut. Reid övertalade i stället Moore att övergå till att bli soloartist.
Pink anger att hennes största influenser är Elvis Presley, Bette Midler, Janis Joplin, Aerosmith, Bob Dylan, Michael Jackson, Madonna, Mariah Carey, Whitney Houston, Linda Perry, Billy Joel, Indigo Girls, Don McLean, 2Pac och The Notorious BIG.
Pinks artistnamn myntades som en hyllning till karaktären "Mr. Pink" i filmen De hänsynslösa.

## Musikkarriär

### Can't Take Me Home(2000–2001)

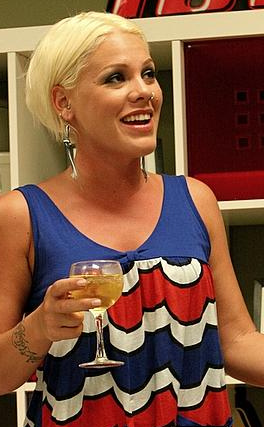
Pink på besök hos radiostationen 106.1 KISS FM i Seattle i USA i juli 2006.

Pinks debutalbum, Can't Take Me Home, producerades av Babyface, Terence "Tramp-Baby" Abney, She'ksphere, Dallas Austin, The Specialists och Steve Rytm, och släpptes i april 2000. Det blev certifierat dubbelplatina i USA, med över fem miljoner exemplar sålda världen över och två amerikanska topp 10-singlar: "There You Go" och "Most Girls". Albumets tredje singel, "You Make Me Sick", var en amerikansk topp 40-hit och brittisk topp 10-hit i början av 2001 och var även med i filmen Save the Last Dance. Låten "Split Personality" var med i filmen En prinsessas dagbok. Hon var förband till N'Sync på deras USA-turné under sommaren 2000.
År 2001 spelade hon in en cover på Labelles singel "Lady Marmalade" från 1975 tillsammans med Christina Aguilera, Lil' Kim och Mýa för soundtracket till filmen Moulin Rouge!. Producerad av hiphop-producenterna Rockwilder och Missy Elliott, toppade låten listorna i länder som Nya Zeeland, Storbritannien, Australien och USA. Singelns musikvideo var populär på musikkanaler och vann MTV Video Music Awards för "Årets video". Låten vann en Grammy Award, Pinks första, för Best Pop Collaboration with Vocals och gav ett lyft för de fyra artisternas karriärer. I en VH1–intervju sade Pink att hon fick kämpa med Christina Aguileras manager för att få sjunga delarna med det höga registret i låten.

### Missundaztood(2001–2002)
Pink var trött på att marknadsföras som ytterligare en "cookie cutter pop artist" (avsaknad av originalitet och personlighet; en referens till kakornas likhet som kakformar åstadkommer) och istället angelägen om att bli sedd som en mer seriös låtskrivare. Pink tog sitt sound i en ny riktning och sökte mer kreativ kontroll under inspelningen av sitt andra album så att hon kunde göra den musik hon ville. Hon rekryterade Linda Perry, tidigare sångerska i 4 Non Blondes, som anger att Pink hade öppnat sig för henne: "I början sa jag bara: 'Vad känner du?', och hon [Pink] satt bara bakom pianot och sjöng." Pink flyttade in hos Perry i Los Angeles, där paret tillbringade flera månader med att skriva låtar till det kommande albumet. Perry deltog med att skriva och samproducerade albumet med Dallas Austin och Scott Storch, och enligt VH1 Driven, var Antonio "LA" Reid, från LaFace Records, först inte nöjd med Pinks nya alster. Albumet släpptes i november 2001 och heter Missundaztood på grund av att Pink tror att människor hade en felaktig bild av henne.
Albumets första singel, "Get the Party Started" (skriven och producerad av Linda Perry), hamnade på topp 5 i bland annat USA och som nummer ett i Australien. På MTV Video Music Awards 2002 vann musikvideon kategorierna Best Female Video och Best Dance Video. Albumets andra singlar "Don't Let Me Get Me", "Just Like a Pill" och "Family Portrait" var också radio- och listframgångar. "Just Like a Pill" blev Pinks första solohit att ta sig upp på förstaplatsen i Storbritannien. Missundaztood sålde guld eller platina i mer än 20 länder, med en världsomspännande försäljning på 15 miljoner. Det var det näst mest sålda albumet i Storbritannien under 2002. Missundaztood och "Get the Party Started" nominerades på Grammy Awards 2003 för Best Pop Vocal Album och Best Female Pop Vocal Performance. År 2002 genomförde Pink en amerikansk, europeisk och australisk turné och senare samma år agerade hon förband till Lenny Kravitz amerikanska turné.

### Try This(2003–2005)

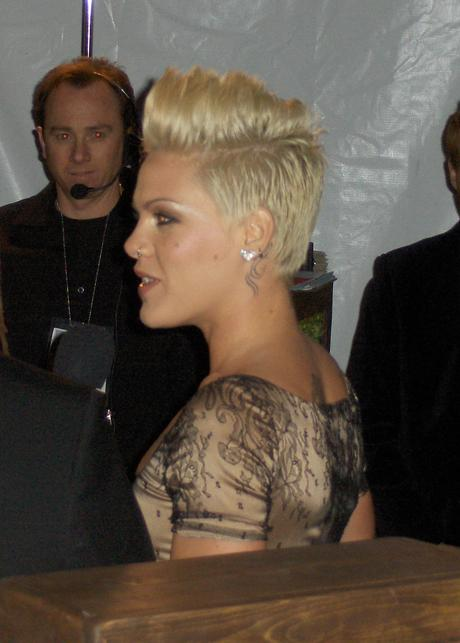
Pink under 2007 års E! Golden Globe.

I mitten av 2003 bidrog Pink med låten "Feel Good Time" till filmen Charlies änglars soundtrack, där hon hade ett cameoframträdande som ägaren till en motocrossramp. "Feel Good Time" var delvis skriven av sångaren Beck, producerad av electronica-musikern William Orbit och baserad på låten "Fresh Garbage" av bandet Anden. Under samma period släpptes en låt från Myas album Moodringen, som Pink hade skrivit tillsammans med Damon Elliott.
"Feel Good Time" var med på den icke-amerikanska utgåvan av Pinks tredje album Try This, som släpptes den 11 november 2003. Åtta av de tretton låtarna var skrivna tillsammans med Tim Armstrong från bandet Rancid och Linda Perry var med på albumet som låtskrivare och musiker. Även Try This nådde topp 10 på albumlistan i USA, Kanada, Storbritannien och Australien. Försäljningen var betydligt lägre än Missundaztood men den sålde platina i USA samt mer än fem miljoner exemplar världen över. Singlarna "Trouble" och "God Is a DJ" nådde inte den amerikanska topp 40 men gick topp 10 i andra länder, och "Last to Know" släpptes som singel utanför Nordamerika. För sin singel "Trouble" erhöll Pink sin andra Grammy Award (för Best Female Rock Vocal Performance) 2004 och "Feel Good Time" nominerades i kategorin Best Pop Collaboration with Vocals. Hon turnerade flitigt med sin "Try This"-turné genom Europa och Australien och framgången med albumet var bättre än föregående. Under 2005 medverkade hon med sin goda vän Lisa Marie Presley på låten "Shine" på Presleys andra album Now What.

### I'm Not Dead(2006–2007)

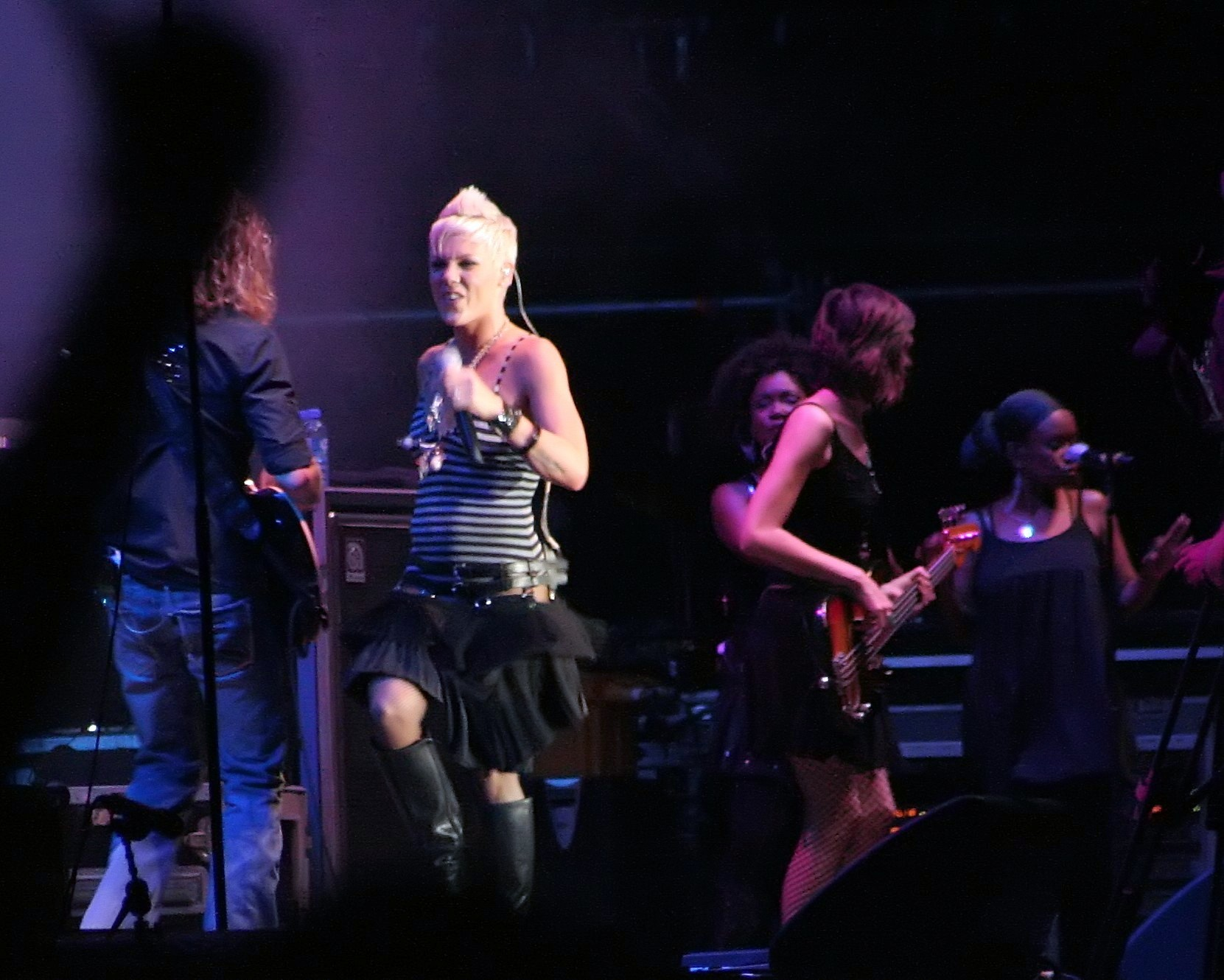
Pink uppträder på I'm Not Dead-turnén på Schloss Mannheim i Tyskland den 28 juli 2007.

Pink tog en paus i karriären för att skriva låtar till sitt fjärde album, I'm Not Dead. Hon förklarar albumtiteln med: "Det handlar om att vara levande och inte sätta sig ner och ge upp, även om folk skulle vilja det." Pink samarbetade med producenterna Max Martin, Billy Mann, Christopher Rojas, Butch Walker, Lukasz Gottwald och Josh Abraham på albumet, som släpptes i april 2006 av LaFace Records och var en stor framgång världen över, i synnerhet i Australien. Albumet nådde topp 10 i USA, topp 5 i Storbritannien, nummer ett i Tyskland och nummer ett i Australien under två icke på varandra följande veckor.
Första singeln, "Stupid Girls", var hennes största amerikanska hit sedan 2002 och för singeln erhöll hon en Grammy Award-nominering för Best Female Pop Vocal Performance. För sin musikvideo, där hon parodierar celebriteter som Lindsay Lohan, Jessica Simpson, Mary-Kate Olsen, Paris Hilton och Phil Spring, vann hon Best Pop Video på MTV Video Music Award. Singlarna "Who Knew" och "U + Ur Hand" nådde stora framgångar i Australien och Europa, och hamnade senare som topp 10 i USA under 2007. Singlar utanför USA-marknaden fick även framgång, såsom "Nobody Knows" – en mindre hit i Storbritannien, Australien och Tyskland – "Dear Mr President" – ett sorts öppet brev till USA:s dåvarande president George W. Bush (tillsammans med Indigo Girls) blev nummer ett i Belgien, topp 5-hit i Tyskland, Australien och andra länder – "Leave Me Alone (I'm Lonely)" och "Cuz I Can" nådde topp 5 i Australien.
Albumet har sålt över 1,3 miljoner exemplar i USA, över 700 000 i Australien och sex miljoner i hela världen. Albumet visade sig vara mycket populärt i Australien, med sex topp 5-singlar och uppnådde nytt rekord genom att ligga topp 10 i 62 veckor. Albumet har hittills sålt platina 10 gånger. I juni 2008 återvände I'm Not Dead–albumet till topp 50 på de australiensiska ARIA-listorna och stannade där fram till november 2009. I juni 2009 återvände albumet återigen till Australiens topp 10-albumlista, vilket blev dess 142:a vecka i den nationella topp 50.
I samband med sitt album inledde hon sin världsturné kallad "I'm Not Dead". Biljettförsäljningen i Australien var särskilt stor då hon sålde cirka 307 000 biljetter där, vilket gjorde att Pink slog rekord med "den största publiken för en turné av en kvinnlig artist". En av London–konserterna spelades in och släpptes på DVD med titeln Pink: Live från Wembley Arena. 2006 blev Pink vald till att sjunga titelmelodin till NBCs Sunday Night Football, "Waiting All Day for Sunday Night". Hon producerade en cover av Rufus Stevie Wonder-låt "Tell Me Something Good" till filmen Happy Feets soundtrack och lånade sitt namn till PlayStation för att marknadsföra Playstation Portable, en unik rosa upplaga som lanserades.
Pink har samarbetat med flera andra artister under 2006 och 2007. Hon hade öppningsframträdandet för Justin Timberlake på den amerikanska delen av hans "FutureSex/LoveShow"-turné och sjöng på Indigo Girls album Despite Our Differences. Hon var med på India.Aries låt "I Am Not My Hair", som var med i Lifetime Television–filmen Why I Wore Lipstick to My Mastectomy. Hon skrev en låt ("I Will") för Natalias tredje album, Everything & More. "Outside of You" är en annan låt hon var med och skrev för Hilary Duff till hennes album Dignity, 2007. Pink spelade in en låt med Annie Lennox samt 22 andra kvinnliga akter för Lennox fjärde soloalbum, Songs of Mass Destruction. I december 2007 gav hon i Australien ut specialutgåvan Pink Box, som innehåller album två, tre och fyra samt DVD:n Live in Europe. Den nådde topp 20 på albumlistan och sålde guld med över 35.000 sålda exemplar.

### Funhouse(2008–2010)

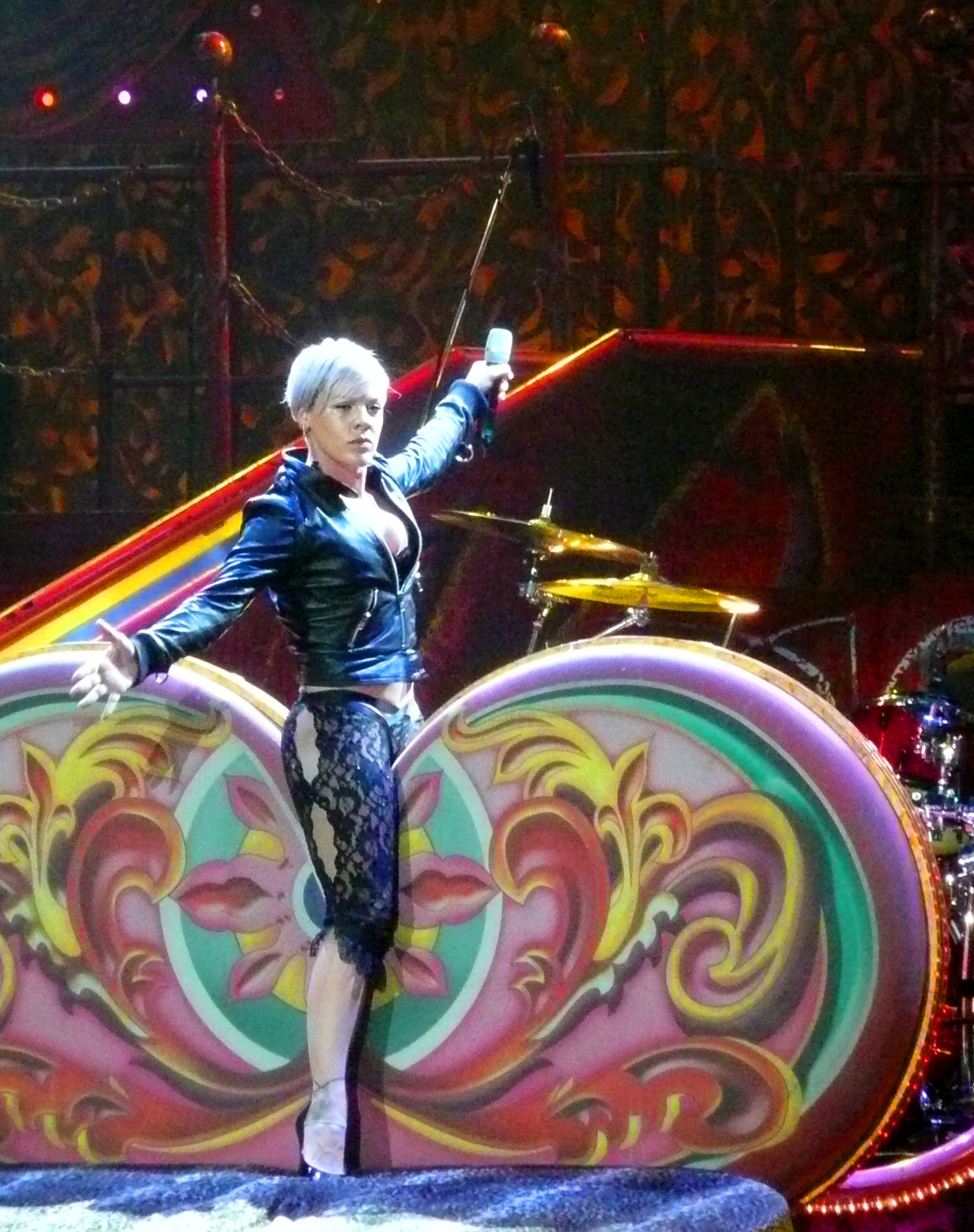
Pink uppträder på Funhouse-turnén i Düsseldorf i Tyskland den 28 november 2009.

Den 7 augusti 2008 läckte Pinks singel "So What" (skriven och producerad av Max Martin) ut på nätet och radiostationer i Australien var snabba med att ge den massiv speltid. Inom mindre än sex timmar från läckan med "So What" röstades singeln fram till nummer ett på Nova 100 Melbourne och hamnade på plats ett på Today Network's National Radio Hot30 Countdown. Singeln placerade sig på första plats på den officiella australiensiska och brittiska Itunes singellista för nedladdning. Den 18 september 2008 hamnade "So What" etta på Billboard Hot 100, vilket var första gången en av Pinks singlar som soloartist hamnade på denna placering (tidigare hade "Lady Marmalade" nått upp till denna placering).
Pink var hedersgäst på ARIA Music Awards 2008 i Sydney, Australien, där hon sjöng "So What". Den 3 november 2008, debuterade albumet Funhouse som etta på ARIA-listan och certifierades platina två gånger samt sålde över 86 000 exemplar under den första veckan. Pinks "Funhouse"-turné sålde slut på samtliga konsertplatser i Australien. Hon genomförde sammanlagt 58 konserter runt om i landet mellan maj och augusti 2009 inför mer än 600 000 australienska fans. "Funhouse"-turnén startade i Frankrike den 24 februari och fortsatte genom Europa fram till mitten av maj, med förbandet Raygun. Pink uppträdde sedan på ett antal konserter i Australien.
Den 23 november 2008 framförde hon sin andra singel "Sober" från Funhouse på American Music Awards. Den tredje singeln var "Please Don't Leave Me" (skriven och producerad av Max Martin), vars video regisserades av Dave Meyers. Den fjärde singeln var titellåten "Funhouse", även om "Bad Influence" släpptes i Australien innan Funhouse-releasen som en promo-singel inför turnén. I maj 2009 släppte Pink en samlingsbox med fyra skivor; Can't Take Me Home/Missundaztood/Try This/I'm Not Dead. Funhouse nådde sjunde plats på den brittiska albumlistan. Under 2009 medverkade hon i den amerikanska dokumentärfilmen The People Speak, som bygger på historikern Howard Zinns bok Det amerikanska folkets historia och med brev, dagböcker och tal ur den amerikanska folksjälen genom historien. Den 13 september 2009 uppträdde hon med låten "Sober" samtidigt som hon utförde en trapetsakt vid 2009 års MTV Video Music Awards, där hon var nominerad för Best Female Video. Den 31 januari 2010 utförde Pink en annan trapetsakt - Aerial Silks - vid Grammy Awards 2010, den här gången med låten "Glitter in the Air". Hon erhöll då stående ovationer. "Musik av Pink" var temat för ett avsnitt av australienska "Idol" som sändes den 4 oktober 2009. Pink medverkade på välgörenhetssingeln "We Are the World" och har samarbetat med Herbie Hancock på hans album, The Imagine Project. Pink tillkännagav att efter hennes "Funhouse Summer Carnival"-turné önskade hon återgå till studion för att producera en uppföljare till Funhouse, och angav att det skulle "ta ett tag att spela in eftersom hon egentligen inte har någonting att säga". Hon medverkade på låten "Won't Back Down" på Eminems album Recovery från 2010. Eminem förklarade att han hade med Pink eftersom han "kände att hon skulle göra succé i låten".

### Greatest Hits... So Far!!!(2010)
I november 2010 släppte Pink sitt första samlingsalbum, betitlat Greatest Hits... So Far!!!. Den första singeln från albumet var "Raise Your Glass", den andra singeln var "Fuckin' Perfect" och den tredje "Heartbreak Down".

### The Truth About Love (2012-2013)
Den 18 september 2012 släpptes Pinks sjätte studioalbum, The Truth About Love. Den första singeln som släpptes från albumet var "Blow Me (One Last Kiss)". Albumet sålde i över 7000 000 exemplar över hela världen och toppade listorna i ett flertal länder däribland hemlandet USA.

### Beautiful Trauma (2017-2018)
Den 13 oktober 2017 släpptes "Beautiful Trauma", Pinks i ordningen sjunde studioalbum. Första singel blev "What about us".

### Hurts 2B human (2019)
Den was 26 april 2019 släpptes "Hurts 2B human", Pinks i ordningen åttonde studioalbum. Första singel blev Walk Me Home" som släpptes 20 februari 2019. 

## Privatliv

### Äktenskap
Moore träffade år 2001 motocrossföraren Carey Hart vid X Games i Philadelphia. Hart hade tidigare medverkat i Pinks musikvideo "Just Like a Pill". Under 2005 friade Moore till Hart under en Mammoth Lakes motocrosstävling i Kalifornien, genom att hålla upp en "Will you marry me?"-skylt. Undertill hade hon skrivit "I'm serious!". De gifte sig i Costa Rica den 7 januari 2006. De separerade 2008, även om de aldrig skilde sig, och 2010 blev de tillsammans igen efter att ha gått i äktenskapsrådgivning. I juni 2011 fick de en dotter vid namn Willow Sage Hart. I december 2016 fick de en son vid namn Jameson Moon Hart.

### Samhällsengagemang

#### PETA
Moore är vegetarian och stöttar djurrättsorganisationen PETA, bland annat genom att bidra med att höja sin röst i djurrättsfrågor, exempelvis protester mot snabbmatskedjan Kentucky Fried Chicken. Moore har sänt kritiska brev till prins William i Storbritannien där han kritiseras för rävjakt. Ytterligare ett brev sändes till drottning Elizabeth II där användandet av äkta björnskinn till infanteristerna i Honorable Artillery Company kritiseras. Moore nämnde i en intervju 2006 i News of the World att hon kände avsmak för sångerskan Beyoncé på grund av hennes pälsanvändande. I samband med PETA-anföranden kritiserade hon den australiensiska ullindustrin för sin användning av mulesing. I januari 2007 meddelade Moore att hon hade vilseletts av PETA om mulesing och att hon inte hade efterforskat tillräckligt innan hon lånade ut sitt namn till kampanjen. Hennes kampanj ledde till en konsert i Cardiff, Wales den 21 augusti 2007, vid namn PAW (Party for Animals Worldwide).

#### Välgörenhet
Moore är medlem i ett flertal välgörenhetsorganisationer däribland Human Rights Campaign, ONE Campaign, Prince's Trust, New York Restoration Project, Run for the Cure Foundation, Rädda barnen, Take Back the Night, Unicef och World Society for the Protection of Animals. Från och med maj 2008 erkändes Moore officiellt som en talesperson för The Royal Society for the Prevention of Cruelty to Animals (RSPCA) i Australien. Den 16 februari 2009 meddelade Moore att hon hade donerat $250 000 till Röda Korsets Bushfire Appeal till hjälp för de som drabbats av skogsbränderna, som härjade i den australienska delstaten Victoria tidigare denna månad (totalt 173 människor dog i bränderna, cirka 500 skadade och 4000 förstörda hem). Moore uppgav att hon ville ge "ett påtagligt uttryck för sitt stöd".

## Diskografi
Pink har släppt 8 studioalbum, fem samlingsalbum, 5 videoalbum, 43 singlar samt ett stort antal gästframträdanden ihop med andra artister.

### Album

#### Studioalbum
- 2000: Can't Take Me Home
- 2001: M!ssundaztood
- 2003: Try This
- 2006: I'm Not Dead
- 2008: Funhouse
- 2012: The Truth About Love
- 2017: Beautiful Trauma
- 2019: Hurts 2B Human
- 2023: Trustfall

#### Samlingsalbum
- 2010: Greatest Hits... So Far!!!

### Singlar

#### Som huvudartist
- 2000: "There You Go"
- 2000: "Most Girls"
- 2001: "You Make Me Sick"
- 2001: "Lady Marmalade" med Christina Aguilera, Lil' Kim, Mýa och Missy Elliott
- 2001: "Get The Party Started"
- 2002: "Don't Let Me Get Me"
- 2002: "Just Like A Pill"
- 2002: "Family Portrait"
- 2003: "Feel Good Time" med William Orbit
- 2003: "Trouble"
- 2003: "Humble Neighborhoods"
- 2003: "Catch Me While I'm Sleeping"
- 2004: "God Is A DJ”
- 2004: "Last To Know"
- 2006: "Stupid Girls"
- 2006: "Who Knew"
- 2006: "U + Ur Hand"
- 2006: "Nobody Knows"
- 2006: "Leave Me Alone (I'm Lonely)"
- 2007: "Dear Mr. President" med Indigo Girls
- 2007: "Cuz I Can"
- 2007: "Sing" med Annie Lennox och många flera
- 2008: "So What"
- 2008: "Sober"
- 2009: "Please Don't Leave Me"
- 2009: "Bad Influence"
- 2009: "Funhouse"
- 2009: "I Don't Believe You"
- 2009: "Ave Mary A"
- 2010: "Glitter In The Air"
- 2010: "Raise Your Glass"
- 2010: "Fuckin' Perfect"
- 2011: "Heartbreak Down"
- 2012: "Blow Me (One Last Kiss)"
- 2012: "Try"
- 2013: "Just Give Me A Reason" med Nate Ruess
- 2013: "True Love" med Lily Rose Cooper
- 2013: "Walk Of Shame"
- 2013: "Are We All We Are"
- 2015: "Today's The Day"
- 2016: "Just Like Fire"
- 2016: "Setting The World On Fire" med Kenny Chesney
- 2017: "What About Us"
- 2017: "Beautiful Trauma"
- 2018: "Whatever You Want"
- 2018: "Secrets"
- 2018: "A Million Dreams"
- 2019: "Walk Me Home"
- 2019: "Hustle"
- 2019: "Can We Pretend" med Cash Cash
- 2019: "Hurts 2B Human" med Khalid
- 2021: "Cover Me In Sunshine" med Willow Sage Hart

#### Som gästartist
- 2006: "Rock And Roll Heaven's Gate" (med Indigo Girls)
- 2006: "I Am Not My Hair" (med India.Arie)
- 2009: "Here Comes The…" (med Butch Walker)
- 2010: "We Are the World 25 for Haiti" (med Artists for Haiti)
- 2010: "Won't Back Down" (med Eminem)
- 2010: "Imagine" (som Herbie Hancock, feat. Seal, India.Arie, Jeff Beck, Konono N°1, Oumou Sangaré & Pink)
- 2010: "Don't Give Up" (som Herbie Hancock, feat. Pink och John Legend)
- 2017: "Waterfall" med Stargate och Sia

### Videoalbum
- 2005: Pink: Live in Europe
- 2007: Pink: Live from Wembley Arena
- 2009: Funhouse Tour: Live in Australia

## Turnéer
- 2002: Party Tour
- 2004: Try This Tour
- 2006–07: I'm Not Dead Tour
- 2009: Funhouse Tour
- 2010: Funhouse Summer Carnival Tour
- 2013: The Truth About Love Tour
- 2019: The Beautiful Trauma Tour
- 2023-2024: The Summer Carnival Tour

## Filmografi
| Film | Film                             | Film                          | Film |
| År   | Film                             | Roll                          |      |
| ---- | -------------------------------- | ----------------------------- | ---- |
| 2000 | Ski to the Max                   | Som sig själv                 |      |
| 2002 | Rollerball                       | Rocksångerska                 |      |
| 2003 | Charlies änglar - Utan hämningar | Coal Bowl Starter             |      |
| 2007 | Catacombs                        | Carolyn                       |      |
| 2009 | SpongeBob's Truth or Square      | Som sig själv (gästsångerska) |      |
| 2010 | Get Him to the Greek             | Som sig själv                 |      |
| 2012 | Thanks for sharing               | Dede                          |      |

Källa